# Mastixia rostrata
Mastixia rostrata är en kornellväxtart. Mastixia rostrata ingår i släktet Mastixia och familjen kornellväxter.

## Underarter
Arten delas in i följande underarter:
- M. r. caudatifolia
- M. r. rostrata